# Kazys Petkevičius
Kazys Petkevičius, (nacido el 1 de enero de 1926 en Steigviliai, Lituania y muerto el 14 de octubre de 2008 en Kaunas, Lituania) fue un jugador soviético de baloncesto. Consiguió cinco medallas en competiciones internacionales con la selección de la Unión Soviética.